# Florae Fluminensis Icones
Florae Fluminensis Icones (abreviado Fl. Flumin. Icon.) es un libro ilustrado con descripciones botánicas que fue escrito por el religioso y botánico brasileño José Mariano da Conceição Vellozo. Fue publicado en once volúmenes en el año 1831 con el nombre de Florae Fluminensis Icones / nunc primo eduntur … ; edidit Domnus Frater Antonius de Arrabida.. Parisiis.